# Merisus splendidus
Merisus splendidus är en stekelart som beskrevs av Walker 1834. Merisus splendidus ingår i släktet Merisus och familjen puppglanssteklar. Arten är reproducerande i Sverige. Inga underarter finns listade i Catalogue of Life.